# Застава Норвешке
Застава Норвешке је црвена са плавим крстом који има бели обод, и простире се до ивица заставе; вертикални део крста је померен ка јарболу у стилу Данеброга, заставе Данске. Размере елемената националне заставе су ширина - 6-1-2-1-12 и висина - 6-1-2-1-6.
Размере елемената државне заставе су 6-1-2-1-6-11 - хоризонтално; и 6-1-2-1-6 - вертикално.
Црвена боја је PMS 200 а плава PMS 281 у Пантон систему. Ово приближно одговара РГБ вредностима боја #BA0C2F (црвена) и #00205B (плава).
Исту заставу користе и норвешке зависне територије, Свалбард и Јан Мајен.
| Национална застава |  | Државна застава |

## Историја
Од 16. века наовамо до 1814. Норвешка је користила исту заставу као и Данска, јер је била у унији са њом. 1814. је независна Норвешка усвојила данску заставу са норвешким лавом. Ова застава је била у употреби до 1821. Касније 1814, Норвешка се ујединила са Шведском, и 1815, је уведена заједничка застава за обе државе, шведска застава са белим крстом на црвеној позадини у горњем левом углу заставе. Овај дизајн је коришћен за државне заставе и трговачке бродове. Посебну норвешку заставу је 1821. начинио Фредрик Мелцер, члан парламента (Стортинг).
До 1838, овај дизајн је коришћен само у северним водама, јер Норвешка није имала споразум са пиратима северне Африке. 1844. грб уније, који комбинује норвешке и шведске боје је стављен на заставе обе земље. Грб је у народу прозван Sildesalaten јер је подсећао на салату од харинги. У почетку је застава уније била популарна у Норвешкој, јер је јасно означавала једнак статус двеју уједињених држава. Али како је унија са Шведском постајала све мање популарна, норвешки парламент је скинуо грб уније са националне, трговачке и државне заставе, 1899. Распадом уније, 1905, грб је скинут и са ратне заставе. Шведска га је задржала до 1905.

## Симболизам
Фредрик Мелцер је изабрао хришћански крст, пратећи традицију других нордијских земаља (Данске и Шведске). Црвена, бела и плава су изабране да означе демократију, јер су ове боје коришћене на заставама мање-више демократских држава (Холандија, Уједињено Краљевство, САД и Француска). Мелцеров дизајн се такође ослања на црвено-белу данску заставу која је била и норвешка до 1814. Плави крст вероватно потиче од плаве боје са шведске заставе.